# دموکرات‌های نو
دمکرات‌های نو (انگلیسی: New Democrats)، یا دمکرات‌های میانه‌گرا، دمکرات‌های میانه‌رو یا دمکرات‌های کلینتونی جناحی از نظر ایدئولوژیک میانه‌گرا درون حزب دموکرات است که پس از پیروزی جرج هربرت واکر بوش از جمهوری‌خواه در انتخابات ریاست‌جمهوری ۱۹۸۸ ظهور کرده‌است. آن‌ها جناحی از لحاظ اقتصادی محافظه‌کار و «راه سومی» هستند که از اواخر سال ۱۹۸۰ پس از گرایش بیشتر جمعیت آمریکا به راست به مدت بیش از ۲۰ سال بر حزب سیطره داشتند. آن‌ها ارائه شده توسط سازمان‌هایی مانند شبکهٔ دمکرات نو و ائتلاف نو دمکرات هستند.

## انتخاب شدگان به سمت‌های دولتی

### روسای جمهور
1. بیل کلینتون[۱]
2. باراک اوباما[۲]
3. جو بایدن[۳]

### معاونان رئیس‌جمهور
1. ال گور[۴]
2. جو بایدن[۵][۶]

### سنا
1. داین فاینستاین[۵]
2. تام کارپر[۵]
3. بیل نلسون[۵] (former)
4. دبی ستبنو[۵]
5. کیرستن سینما[۷]
6. ماریا کانتول[۵]
7. جو منشن[۵]
8. ایمی کلوبشار[۵]
9. هیلاری کلینتون[۵] (former)

### مجلس نمایندگان
1. جیم هیمس[۷]
2. پیت اگیولار[۷]
3. ایمی برا[۷]
4. دان بایر[۷]
5. لوئیس کپس[۷]
6. تونی کاردنس[۷]
7. آندره کارسون[۷]
8. خواکین کاسترو[۷]
9. جری کنلی[۷]
10. جیم کوپر[۷]
11. جوی کورتنی[۷]
12. سوزان دیویس[۷]
13. جان دلینی[۷] (سابق)
14. سوزان دلبن[۷]
15. الیوت انگل[۷]
16. الیزابت استی[۷]
17. لیزی فلچر[۷]
18. بیل فاستر[۷]
19. گوین گراهام[۷]
20. دننیس هک[۷]
21. برد اشفورد[۷] (سابق)
22. دریک کیلمر[۷]
23. ران کیند[۷]
24. آن کریکپاتریک[۷]
25. آن مک‌لین کاستر[۷]
26. ریک لارسن[۷]
27. شان پاتریک مالنی[۷]
28. گرگوری میکس[۷]
29. ست مولتن[۷]
30. پاتریک مورفی[۷]
31. اسکات پیترز[۷]
32. اد پرلموتر[۷]
33. پدرو پیرلوییسی[۷]
34. مایکل کویگلی[۷]
35. کاتلین رایس[۷]
36. سدریک ریچموند[۷]
37. لرتا سانچز[۷] (سابق)
38. آدام شیف[۷]
39. دیوید اسکات (سیاستمدار جورجیا)[۷]
40. کرت شرادر[۷]
41. دبی واسرمن شولتز[۷]
42. تری سول[۷]
43. ادم اسمیت[۷]
44. یوان وارگاس[۷]
45. فیلمون ولا[۷]
46. نورما تورس[۷]
47. ویسنته گونزالس[۷]
48. بتو اورورک[۷] (سابق)

### فرمانداران
1. جرد پلیس[۸]
2. جان کارنی[۷]